# Peperomia verschaffeltii
Peperomia verschaffeltii är en pepparväxtart som beskrevs av Lem.. Peperomia verschaffeltii ingår i släktet peperomior, och familjen pepparväxter. Inga underarter finns listade i Catalogue of Life.